# Troy (Montana)
Troy es una ciudad ubicada en el condado de Lincoln en el estado estadounidense de Montana. En el Censo de 2010 tenía una población de 938 habitantes y una densidad poblacional de 466,11 personas por km².

## Geografía
Troy se encuentra ubicada en las coordenadas 48°27′37″N 115°53′27″O / 48.46028, -115.89083. Según la Oficina del Censo de los Estados Unidos, Troy tiene una superficie total de 2.01 km², de la cual 1.97 km² corresponden a tierra firme y (2.19%) 0.04 km² es agua.

## Demografía
Según el censo de 2010, había 938 personas residiendo en Troy. La densidad de población era de 466,11 hab./km². De los 938 habitantes, Troy estaba compuesto por el 94.35% blancos, el 0.21% eran afroamericanos, el 1.71% eran amerindios, el 0.53% eran asiáticos, el 0% eran isleños del Pacífico, el 0.11% eran de otras razas y el 3.09% pertenecían a dos o más razas. Del total de la población el 1.92% eran hispanos o latinos de cualquier raza.